# A Daughter of Uncle Sam
A Daughter of Uncle Sam é um seriado estadunidense de 1918, dirigido por James C. Morton, em 12 capítulos, estrelado por Jane Vance e William Sorelle. Foi o único seriado da Jaxon Film Corporation e veiculou nos cinemas dos Estados Unidos entre 19 de janeiro e 6 de abril de 1918.
Este seriado é considerado perdido, mas existe uma cópia simplificada em uma coleção particular.

## Elenco
- Jane Vance	 ...	Jessie Emerson
- William Sorelle	 ...	Capitão Leonard Taylor
- Henry Guy Carleton	 ...	Henry von Prague (creditado Henry Carleton)
- Lewis Dayton	 ...	Tenente Blake

## Sinopse
Jane Vance interpreta Jessie Emerson, uma jovem socialite que assumiu a telegrafia como um hobby. Logo, os espiões inimigos e o mal-intencionado Henry Von Prague (Henry Carleton) em particular pretendem conseguir alguns códigos do governo que chegaram às mãos de Jessie. O astuto Von Prague quase convence a ingênua Jessie a entregar os códigos para um tenente Blake (Dayton Lewis) que, de acordo com o vilão, estava trabalhando em uma invenção que poderia destruir todas as formas de guerra. Felizmente, o pretendente de Jessie, o arrojado Capitão Leonard Taylor (William Sorelle), está plenamente consciente da duplicidade de Von Prague e, no capítulo final (o número exato de episódios se perdeu para a história), consegue pegar todo o grupo espião.